# يوم الملك (رواية)
يوم الملك هي رواية للكاتب والمخرج المغربي عبد الله الطايع. كتبها  بالفرنسية وصدرت سنة 2010  عن دار النشر سوي، فازت بجائزة فلور في نفس السنة.

## ملخص الرواية
تدور أحداث الرواية سنة 1987 حول شابين أحدهما يدعى خالد والآخر عمر، كانا وسط الزحام بانتظار خروج الملك الراحل الحسن الثاني،الذي كان في جولة بين الرباط وسلا،كان حلم عمر المنحدر من طبقة فقيرة هو لقاء الملك وتقبيل يده ونقل معاناة الفقراء إليه،ولكن صدمته كانت قوية عندما اكتشف أن صديقه خالد المنتمي إلى الطبقة الغنية هو من وقع عليه الاختيار للقاء الملك،أحس عمر بالغيرة، فقرر الانتقام من صديقه، حيث ينتهي الصراع بينهما بمعركة دامية وسط الغابة.

## شخصيات الرواية
- عمر: فتى فقير ينتمي إلى الطبقة المهمشة، يعيش في حي شعبي ويُعاني من التهميش الاجتماعي. يحلم بلقاء الملك وتقبيل يده ليُوصل له معاناة الفقراء. شخصيته تعكس الغضب المكبوت، والبحث عن الاعتراف والكرامة.
- خالد: صديق عمر، ينتمي إلى طبقة غنية. يتم اختياره لمقابلة الملك، مما يُثير غيرة عمر ويُشعل الصراع بينهما. خالد يمثل الامتياز الطبقي والسلطة الاجتماعية التي تُمنح دون عناء.
- شخصية الملك: رغم أن الملك لا يظهر كشخصية فاعلة في الرواية، إلا أن حضوره الرمزي قوي. يمثل السلطة العليا، والحلم، والخلاص، لكنه أيضًا يعكس البُعد البارد للسلطة التي لا ترى المهمشين.

## رمزية الملك في الرواية
في رواية يوم الملك، تتجلى شخصية الملك كرمز للسلطة المطلقة وللحلم المستحيل في آن واحد؛ فهو لا يظهر جسديًا، بل يحضر بوصفه فكرة تتداخل فيها الرغبة في الخلاص مع الإقصاء غير المرئي. يمثل الملك صورة الأب السياسي الذي يُنتظر مروره كعيد وطني، لكن مروره يُعمّق الهوة بين من يُشاهدونه من بعيد ومن ينعمون بقربه. هذا الرمز يتحوّل إلى مرآة تكشف الطبقية المتجذرة، حيث يصبح تقبيل يده أملًا بالاعتراف، لا ولاءً، وحضوره يفضح صمت السلطة أمام المعاناة اليومية للفئات المهمّشة. في النهاية، يُسقط الطايع من خلال هذا الرمز وهم الخلاص الجماعي، مشيرًا إلى أن السلطة إذا ما تجاهلت الفرد، تتحوّل إلى طيف بعيد يُغذّي الألم بدلًا من الأمل.

## اقتباسات من الرواية
"كنتُ أريد أن أُقبّل يد الملك، لا لأُظهر الولاء، بل لأُخبره أنني موجود، أنني أعيش في الظل."
"خالد لا يعرف شيئًا عن الجوع، عن الخوف، عن الانتظار. هو يعيش في عالم لا يُشبه عالمي."

"في ذلك اليوم، لم يكن الملك هو من مرّ، بل مرّ حلمي، وانكسر."

## أسلوب الرواية
تتميز رواية يوم الملك بأسلوب سردي شعري يمزج بين الحلم والواقع، ويعتمد على صوت الراوي الداخلي الذي يُعبّر عن مشاعر الغضب، والحرمان، والرغبة في الاعتراف. يستخدم عبد الله الطايع لغة مكثفة ومشحونة بالعاطفة، تتخللها صور رمزية قوية، مثل اليد الملكية والغابة، لتعميق البعد النفسي والسياسي للصراع. السرد يتم بصيغة المتكلم، مما يمنح القارئ شعورًا بالحميمية والانكشاف، ويُحوّل الرواية إلى اعتراف وجودي أكثر من مجرد قصة. هذا الأسلوب يُعزز من قدرة النص على مساءلة السلطة، وكشف التفاوت الطبقي، دون أن يفقد طابعه الفني والتأملي.